# San Antonio, Florida
San Antonio är en ort i Pasco County i Florida. Vid 2020 års folkräkning hade San Antonio 1 297invånare.